# Handelsblatt
Handelsblatt er det ledende dagblad i Tyskland, der udelukkende beskæftiger sig med finans og økonomi. Oplaget var i 2008 på 145.000. Avisen udkommer kun mandag-fredag.
Handelsblatt blev grundlagt i 1946 og ejes af Verlagsgruppe Holtzbrinck. Den eneste konkurrent på markedet er Financial Times Deutschland.
Chefredaktør er Bernd Ziesemer.